# NGC 586
NGC 586 est une galaxie spirale située dans la constellation de la Baleine. NGC 586 a été découverte par l'astronome germano-britannique William Herschel en 1785.

## Caractéristiques
Sa vitesse par rapport au fond diffus cosmologique est de 1 580 ± 49 km/s, ce qui correspond à une distance de Hubble de 23,3 ± 1,8 Mpc (∼76 millions d'al).
La classe de luminosité de NGC 586 est I et c'est une galaxie brillante dans le domaine des rayons X,.

## Groupe de NGC 584
NGC 586 fait partie du groupe de NGC 584 qui comprend 9 galaxies brillantes dans le domaine des rayons X : NGC 584, NGC 586, NGC 596, NGC 600, NGC 615, NGC 636, IC 127, UGCA 17 et KDG 007.